# Congis-sur-Thérouanne
Congis-sur-Thérouanne és un municipi francès, situat al departament de Sena i Marne i a la regió d'Illa de França. L'any 2007 tenia 1.764 habitants.
Forma part del cantó de La Ferté-sous-Jouarre, del districte de Meaux i de la Comunitat de comunes del Pays de l'Ourcq.

## Demografia

### Població
El 2007 la població de fet de Congis-sur-Thérouanne era de 1.764 persones. Hi havia 566 famílies, de les quals 104 eren unipersonals (52 homes vivint sols i 52 dones vivint soles), 153 parelles sense fills, 269 parelles amb fills i 40 famílies monoparentals amb fills.
La població ha evolucionat segons el següent gràfic:
Habitants censats

### Habitatges
El 2007 hi havia 654 habitatges, 582 eren l'habitatge principal de la família, 46 eren segones residències i 25 estaven desocupats. 622 eren cases i 27 eren apartaments. Dels 582 habitatges principals, 491 estaven ocupats pels seus propietaris, 67 estaven llogats i ocupats pels llogaters i 24 estaven cedits a títol gratuït; 5 tenien una cambra, 21 en tenien dues, 87 en tenien tres, 145 en tenien quatre i 324 en tenien cinc o més. 472 habitatges disposaven pel capbaix d'una plaça de pàrquing. A 244 habitatges hi havia un automòbil i a 295 n'hi havia dos o més.

### Piràmide de població
La piràmide de població per edats i sexe el 2009 era:
| Homes | Edats   | Dones |
| ----- | ------- | ----- |
| 0     | 95 o +  | 4     |
| 0     | 90 a 94 | 8     |
| 8     | 85 a 89 | 8     |
| 12    | 80 a 84 | 12    |
| 24    | 75 a 79 | 8     |
| 8     | 70 a 74 | 20    |
| 32    | 65 a 69 | 16    |
| 32    | 60 a 64 | 28    |
| 40    | 55 a 59 | 24    |
| 44    | 50 a 54 | 56    |
| 80    | 45 a 49 | 68    |
| 44    | 40 a 44 | 72    |
| 76    | 35 a 39 | 56    |
| 64    | 30 a 34 | 80    |
| 28    | 25 a 29 | 32    |
| 44    | 20 a 24 | 24    |
| 52    | 15 a 19 | 64    |
| 64    | 10 a 14 | 56    |
| 40    | 5 a 9   | 56    |
| 56    | 0 a 4   | 60    |

## Economia
El 2007 la població en edat de treballar era de 1.208 persones, 874 eren actives i 334 eren inactives. De les 874 persones actives 803 estaven ocupades (426 homes i 377 dones) i 71 estaven aturades (33 homes i 38 dones). De les 334 persones inactives 71 estaven jubilades, 195 estaven estudiant i 68 estaven classificades com a «altres inactius».

### Ingressos
El 2009 a Congis-sur-Thérouanne hi havia 576 unitats fiscals que integraven 1.620,5 persones, la mediana anual d'ingressos fiscals per persona era de 21.826 €.

### Activitats econòmiques
Dels 37 establiments que hi havia el 2007, 2 eren d'empreses extractives, 2 d'empreses alimentàries, 1 d'una empresa de fabricació d'altres productes industrials, 12 d'empreses de construcció, 4 d'empreses de comerç i reparació d'automòbils, 2 d'empreses de transport, 3 d'empreses d'hostatgeria i restauració, 1 d'una empresa d'informació i comunicació, 6 d'empreses de serveis i 4 d'empreses classificades com a «altres activitats de serveis».
Dels 15 establiments de servei als particulars que hi havia el 2009, 1 era una oficina de correu, 3 paletes, 1 guixaire pintor, 2 fusteries, 2 lampisteries, 2 electricistes, 1 empresa de construcció, 1 perruqueria, 1 restaurant i 1 saló de bellesa.
Dels 4 establiments comercials que hi havia el 2009, 2 eren fleques, 1 una fleca i 1 una botiga de roba.
L'any 2000 a Congis-sur-Thérouanne hi havia 5 explotacions agrícoles que ocupaven un total de 790 hectàrees.

## Equipaments sanitaris i escolars
El 2009 hi havia 1 escola maternal i 1 escola elemental. Congis-sur-Thérouanne disposava d'un liceu d'ensenyament general amb 659 alumnes.

## Poblacions més properes
El següent diagrama mostra les poblacions més properes.